# International Climate Science Coalition
Die International Climate Science Coalition (ICSC, dt.: Internationale Klimawissenschaftskoalition) ist eine Frontorganisation, die die menschengemachte Erderwärmung bestreitet.
Sie beschreibt sich selbst als ein Zusammenschluss von Ökonomen, Politikern und anderen Personen, die den wissenschaftlichen Aussagen zur menschengemachten globalen Erwärmung kritisch gegenübersteht und sieht sich als Gegenspieler zum Weltklimarat IPCC. Nach eigener Darstellung strebt sie an, eine „offenere und rationalere Debatte über Fragen des Klimas“ herbeizuführen.
In der wissenschaftlichen Literatur wird die Organisation als von Wirtschaftsunternehmen und konservativen Thinktanks finanzierte Klimaleugnerorganisation betrachtet, deren Ziel es ist, die Klimaforschung zu bekämpfen und Falschinformationen bezüglich der globalen Erwärmung zu streuen. Hierfür erhielt sie u. a. Zuwendungen von dem Energiekonzern Exxon. Weitere nachgewiesene Gelder stammen von Murray Energy, einem Kohle-Unternehmen, das 2019 Insolvenz anmeldete und bis zu diesem Zeitpunkt eine ganze Reihe von Klimaleugnerorganisationen finanziert hatte.
Die 2007 gegründete Organisation wurde ab 2008 von Tom Harris geleitet, einem ehemaligen Lobbyisten, der nach seiner offiziellen Tätigkeit als Lobbyist Graswurzel-Kampagnen gegen Regulierung von Energieunternehmen durchführte. Sie operierte mit Stand 2009 von der gleichen IP-Adresse aus wie die New Zealand Climate Science Coalition und die Australian Climate Science Coalition und griff auch weitgehend auf die gleichen vorgeblichen Klimaexperten zurück, unter anderem Timothy Ball.

## Mitglieder
- Vorsitzender ist der kanadische Klimawissenschaftler Tim Patterson.
- Im Wissenschaftsrat sind u. a. vertreten: Nils-Axel Mörner, Hans Labohm, J. Herold.
- Im Strategieausschuss sind u. a. vertreten: Ferdinand Hohenlohe-Bartenstein, Michael Limburg, Vizepräsident von EIKE.